# شروبری، آپر فریهولد، نیوجرسی
شروبری (به انگلیسی: Shrewsbury) یک منطقهٔ مسکونی در ایالات متحده آمریکا است که در شهرستان مونمووث، نیوجرسی واقع شده‌است. شروبری ۴۱٫۱۵ متر بالاتر از سطح دریا واقع شده‌است.